# Брестпроект
Брестпроект — архитектурный проектный институт в Бресте, одна из пяти основных проектных организаций в Брестской области. Расположен на ул. Пушкинская, 16/1.
Занимался проектами в Бресте, Пружанах, Пинске, Кобрине, Брестской крепости. Обладатель Гран-при ХII Национального фестиваля архитектуры «Минск — 2017».

## История
Основано как Брестское конструкторское бюро «Брестоблпроект» решением Брестского облисполкома от 8 декабря 1945 года при управлении по делам строительства и архитектуры Брестского облисполкома. В задачу «Брестпроекта» входило строительное проектирование (архитектурное, архитектурно-строительное, санитарно-техническое) городов, районных центров, муниципальных и промышленных предприятий Брестской области, выполнение геологических работ, топографических снимков, разработка проектных решений, технических проектов, рабочие чертежи, авторский надзор на строительных площадках за реализацией проектов.
В конце ноября 1948 года постановлением Совета министров БССР от 28 ноября 1948 года № 1622 и приказом Управления строительства и архитектуры БССР от 30 ноября 1948 года Брестское областное конструкторское бюро было преобразовано филиал Белорусского государственного проектного института «Белгоспроект» Министерства коммунальной экономики БССР. В функции филиала начала входить реализация проектирования.
11 августа 1959 года филиал был передан в распоряжение Брестского регионального исполнительного комитета и стал известен как «Брестский региональный офис по проектированию сельского и городского строительства» («Облпроект») Исполнительного комитета Брестского областного совета рабочих депутатов.
12 мая 1966 года «Облпроект» был переведен в распоряжение белорусского государственного проектного института «Белгоспроект» и получил название «Брестские региональные дизайнерские мастерские», функции мастерских оставались неизменными. В мастерские входили: отдел архитектуры и дизайна, отдел архитектуры и планирования, издательский отдел, дорожный отдел, геологический сектор, планируемый отдел и бухгалтерия. Брестским региональным дизайн-мастерским был непосредственно подчинен Барановический архитектурно-дизайнерский отдел, который не имеет самостоятельного баланса.
22 августа 1969 года Брестские дизайнерские мастерские «Белгоспроекта» переименованы в Брестский филиал института «Белгоспроект». В структуру филиала входили архитектурно-планировочная мастерская, три архитектурно-конструкторские мастерские (одна из них в Барановичах), мастерская сельского дизайна, отдел поиска, отдел ИТИ, технический отдел, планово-производственный отдел, отдел оформления и выдачи проектной документации и бухгалтерии.
26 декабря 1974 года на базе филиала создан Брестский областной дизайнерский институт комплексного проектирования объектов жилищно-гражданского назначения «Брестгражданпроект», который подчинялся в своей деятельности Исполнительному комитету Брестского областного совета народных депутатов. В структуру института входили четыре архитектурно-конструкторские мастерские (одна из них в Барановичах), отдел сметы и проектов организации строительства, отдел автоматизации проектирования, отдел инженерных изысканий, отдел механизации проектных работ и выпуска проектов, группа обучение проектированию, технический отдел, планово-производственный отдел.
1 января 1997 года областной проектный институт «Брестгромадпроект» преобразован в открытое акционерное общество «Институт комплексного проектирования объектов строительства» г. Брест.
С 1 июля 2005 года на базе архитектурно-дизайнерской мастерской № 3 в Барановичах создан Барановический филиал ОАО «Брестпроект».

## Структура
В структуру института входят два архитектурно-дизайнерских отдела, инженерный сектор, отдел сметы и проектов организации строительства, отдел инженерных изысканий, технический отдел, планово-производственный отдел, отдел выпуска, отдел инженерных услуг в строительстве, служба кадров, юридическая служба, сектор управления качеством, бухгалтерия, экономический отдел.